# Twierdzenie Buckinghama
Twierdzenie Buckinghama znane też jako twierdzenie pi (twierdzenie Π) jest kluczowym prawem stosowanym w analizie wymiarowej. Twierdzenie wprowadził E. Buckingham w 1914 roku.
Stwierdza ono, że:
jeżeli mamy jakieś równanie opisane przez pewną liczbę niezależnych parametrów fizycznych (n) to równanie to możemy wyrazić przy pomocy modułów bezwymiarowych, których liczba równa jest liczbie tych parametrów fizycznych pomniejszonych o wymiary podstawowe.
Jeżeli mamy równanie będące funkcją n parametrów niezależnych to możemy je zapisać w postaci:
{\displaystyle f(Q_{1},Q_{2},Q_{3},\ldots ,Q_{n})=0,}
gdzie {\displaystyle Q_{1}\ldots Q_{n}} są zmiennymi niezależnymi.
Możemy je zapisać w postaci funkcji modułów bezwymiarowych:
{\displaystyle f(\pi _{1},\pi _{2},\ldots ,\pi _{m})=0,}
gdzie {\displaystyle \pi _{1}\ldots \pi _{n-r}} są modułami bezwymiarowymi.
Jeżeli liczbę modułów bezwymiarowych oznaczymy m, a liczbę wymiarów podstawowych r to liczba modułów bezwymiarowych równa się m = n – r.
Każdy taki moduł może być przedstawiony w postaci:
{\displaystyle \pi =Q_{1}^{a_{1}}\,Q_{2}^{a_{2}}\ldots Q_{n}^{a_{n}},}
gdzie {\displaystyle a_{1}\ldots a_{i}} – stałe.

## Interpretacja
Interpretacja twierdzenia pi opiera się na pojęciach przestrzeni metrycznej i przestrzeni wektorowej.
Twierdzenie to traktuje jednostki fizyczne (podstawowe i ich pochodne) jako wektory w przestrzeni wektorowej, a jednostki podstawowe jako wektory bazowe.
Jeżeli mamy układ złożony z n jednostek fizycznych, w tym m jednostek podstawowych, to otrzymamy macierz wymiarową złożoną z m wierszy i n kolumn, którą możemy zapisać jako układ:
{\displaystyle f(Q_{1},Q_{2},Q_{3},\ldots ,Q_{n})=0.}
Rząd tej macierzy (A) jest równy lub mniejszy niż m (rząd oznaczmy przez r):
{\displaystyle R(A)=r\leqslant m.}
Jeżeli r<n oznacza to, że układ ma nieskończenie wiele rozwiązań zależnych od n-r parametrów. Układ taki można zapisać:
{\displaystyle f(Q_{1},Q_{2},Q_{3},\ldots ,Q_{r},Q_{k_{1}},\ldots ,Q_{k_{n-r}})=0.}
Zmienne {\displaystyle Q_{1}\ldots Q_{r}} są niezależne (to znaczy, że żadnej z nich nie da się wyrazić jako kombinacji liniowej innej), a {\displaystyle Q_{k_{1}}\ldots Q_{k_{n-r}}} to parametry.
Z algebry liniowej wiadomo, że dowolną kolumnę {\displaystyle Q_{k},} gdzie r<k<n, można przedstawić jako kombinację liniową pierwszych r kolumn:
{\displaystyle Q_{k}=Q_{1}^{b_{1}}\cdot Q_{2}^{b_{2}}\ldots Q_{r}^{b_{r}},}
gdzie {\displaystyle b_{1}\ldots b_{r}} to stałe będące liczbami rzeczywistymi.
Z układu r równań można obliczyć r niewiadomych.
Pozostałe zmienne ({\displaystyle Q_{k},} gdzie r<k<n) można przedstawić w postaci bezwymiarowej dzieląc każdą z nich przez kombinację r pierwszych zmiennych:
{\displaystyle \pi _{i}={\frac {Q_{k_{i}}}{Q_{1}^{b_{1}}\cdot Q_{2}^{b_{2}}\ldots Q_{r}^{b_{r}}}}.}
Wtedy układ równań przyjmuje postać:
{\displaystyle f(Q_{1},Q_{2},Q_{3},\ldots ,Q_{r},\pi _{1},\ldots ,\pi _{n-r})=0.}
W układzie tym jedynie zmienne {\displaystyle Q_{1}\ldots Q_{r}} posiadają wymiar. Nie da się ich przedstawić w postaci bezwymiarowej ponieważ z założenia są niezależne wymiarowo. Ponieważ każde równanie fizyczne musi być jednorodne wymiarowo zmienne te muszą zostać usunięte z równania.
Układ równań przyjmuje nową formę (wszystkie zmienne przedstawione są w nim w postaci bezwymiarowej):
{\displaystyle f(\pi _{1},\ldots ,\pi _{n-r})=0.}
Liczba modułów bezwymiarowych, przy pomocy której da się wyrazić równanie równa jest n-r.

## Literatura
- Buckingham E., On physically similar systems; illustrations of the use of dimensional equations. Phys. Rev. 4, 345-376 (1914).
- Buckingham E., The principle of similitude. Nature 96, 396-397 (1915).
- Buckingham E., Model experiments and the forms of empirical equations. Trans. A.S.M.E. 37, 263-296 (1915).